# 세르게이 코롤료프
세르게이 파블로비치 코롤료프(러시아어: Серге́й Па́влович Королёв, 1907년 1월 12일 ~1966년 1월 14일)는 1950~1960년대에 있었던 미국과 소련의 우주 개발 경쟁 중의 소련의 수석 로켓 기술자·개발자였다.
코롤료프는 비행기 개발자로서 교육받았으나, 개발과 통합, 조직과 전략 계획에 특별한 재능을 발휘하였다. 스탈린의 1938년 대숙청에 희생되어 6년간 구속되었으며, 소비에트 연방 시베리아의 굴락에서 수개월을 보내기도 했다. 풀려나면서 로켓 개발자가 되었고, 소련의 대륙간 탄도 미사일(ICBM) 개발의 주요 역할을 담당하였다. 그는 소련의 우주 계획을 이끌도록 지명되었고, 학술원 회원(소련 과학 아카데미 회원)의 자격이 주어졌으며, 성공적인 스푸트니크 계획과 보스토크 계획을 감독하였다. 그는 미국과 함께 달에 인간을 보내는 경쟁이 실행에 옮겨지기 시작한 1966년 갑작스런 죽음을 맞이하였다.
죽기 전까지 그는 종종 "수석 개발자"로만 불렸는데, 이는 그의 이름과 소련의 우주 계획에서의 그가 주축이 되는 역할이 국가 기밀로 부쳐졌기 때문이었다. 수년이 지난 뒤에 그는 소련의 우주 개발의 성공을 이면에서 이끌었던 인물로서 일반에 알려졌다. 그의 개발 사무실과 주 생산 공장이 위치한 모스크바의 칼리닌그라드 지역이 그를 기념하여 1996년 7월 코롤료프로 공식 명명되었다.

## 엔지니어가 될 때까지
코롤료프는 당시 러시아 제국령이었던(현재는 우크라이나령) 지토미르에서 러시아인의 아버지와 우크라이나인의 어머니 사이에서 태어나 젊은 무렵은 오데사로, 그 다음은 키예프에서 공부했고, 1920년대 초반에는 키예프의 항공 연구회에 소속되어 글라이더를 설계했다. 1926년에 모스크바 최고 기술 학교(현재의 국립 모스크바 공과대학)에 진학해, 유명한 항공기 설계자 안드레이 투폴레프의 지도를 받았다. 코롤료프는 1930년에 학교를 졸업했다. 그 이후에는 폭격기의 설계에 종사하면서, 항공기에 제트 추진력을 사용하는 일을 구상해, 1931년에는 제트 추진력 연구 그룹에 참가했다.

## 대숙청의 희생
코롤료프는 1933년에는 최초의 액체 연료를 이용하는 로켓 엔진 개발에 성공해, 신설된 제트 추진력 연구소의 소장이 되었다. 새로운 로켓의 개발에 난항을 겪는 중, 1937년 전후에는 나라 전체로 대숙청이 일어나, 코롤료프도 무사할 수는 없었다. 마침내 1938년 7월 22일, 발렌틴 글루시코의 고발에 의해 국가 자원 낭비의 누명으로 다른 연구소 멤버와 함께 소련 내무 인민위원부(NKVD)에 체포되어 징역 10년형을 선고받고 시베리아의 코르마 광산에 있는 강제 수용소에 보내졌다. 여기서 코롤료프는 모든 이를 잃고, 턱 골절, 심장병, 괴혈병에 걸리는 등 건강이 크게 악화되었다. 코롤료프는 운 좋게도 살아남았지만 로켓 기술자들에 대한 정치적 숙청은 소련의 로켓 개발이 나치 독일에 뒤처지는 원인이 되었다. 이후 8년으로 감형되고 모스크바에 있는 강제 수용소 내의 특별 연구소에 옮겨져 한 때의 동료로 대숙청의 계기가 된 발렌틴 글루시코와 함께 다시 전투기·폭격기 개발에 종사했다. 코롤료프는 1944년 사면되었다. 후에 코롤료프는 글루시코의 허위 고발로 인해 자신이 수용소로 보내진 것을 알게 되면서, 죽을 때까지 글루시코를 불신하였다.

## 로켓 개발 참가
1945년에 코롤료프는 첫 영예 훈장을 받았고, 소련군에서는 대령의 계급이 주어졌다. 동년에, 그는 제2차 세계 대전 직후인 독일로 가서, 페에데문데 연구소에서 만들어졌던 나치 독일의 V-2 로켓의 정보 수집을 실시했다. 1946년에는 5,000명의 독일인 기술자를 소련 국내로 이송시켰다. 이 기술자들은 비교적 좋은 대우를 받고 연구를 계속해 1947년에 V-2의 개량형인 R-1 다탄두형 로켓을 쏘아 올렸다. 그러나 동년에 코롤료프가 설계한 R-2 로켓은 V-2의 2배의 비행 거리를 기록했다. 독일인 기술자들은 1954년부터 1956년에 걸쳐 동독에 귀국했다. 그 후, 글루시코가 설계한 엔진은 신뢰성을 가지지 못하고 개발이 난항을 겪었지만, 1953년에는 R-5로 사정거리 1,200 km의 중거리 탄도 미사일의 개발에 성공했고, 게다가 1957년 8월에는 R-7 로켓 대륙간 탄도 미사일 실험에 성공해 모의 탄두를 카자흐스탄의 바이코누르로부터 극동의 캄차카반도에 도달시켰다. 소련은 R-7 로켓 대륙간 탄도 미사일을 배치해서 태평양을 넘어 미국 본토를 직접 공격할 수 있는 능력을 갖게 되었다.
덧붙여 코롤료프는 1950년 4월에 칼리닌그라드의 제 88 연구소(NII-88) 내에 설치된 제 1 설계국(OKB-1)의 주임 설계자로 임명되었다. 1952년에는 소련 공산당에 입당해 연구 개발에 필요한 자금을 국가로부터 지원받았고, 1957년 4월에는 1938년의 체포와 재판이 부당하다고 인정되어 명예 회복에 성공했다. 한편, 1930년에 결혼한 아내 빈센티니와의 사이에는 장녀가 태어났지만, 강제 노동 중에 둘의 사이는 갈라졌고, 해방되어 재회한 후인 1948년에 이혼하고, 니나 이바노브나 코텐코바와 1949년에 재혼했다.

## 우주 개발
코롤료프는 1957년 10월 4일, R-7 로켓을 사용하여 세계 최초의 인공위성 스푸트니크 1호를 발사하였다. 코롤료프는 1953년에 소련 과학 아카데미에 개가 탑승한 인공위성 발사의 가능성을 주장했지만, 군과 당의 반대로 실현되지 않았다. 그러나 1957년이 국제 지구 관측년으로, 미국이 세계 최초의 인공위성의 발사를 계획하고 있는 것을 서방의 신문에서 안 코롤료프는, 미국 정부가 거액의 비용을 이유로 동결한 것을 기회로 소련이 미국에 앞서 세계 최초의 인공위성을 쏘아 올려야 한다고 주장해 인공위성의 발사를 성공시켰다. 그리고 코롤료프의 계획은 완벽히 성공해, 간단한 디자인의 중량 83.6 kg 짜리 인공위성이 대기권 밖에서 지구를 돌았다. 니키타 흐루쇼프 제1서기는 소련 과학의 성과를 자랑했고 미국은 스푸트니크 쇼크를 받았다.
계속되어, 러시아 혁명 40주년 기념일(1957년 11월 7일) 직전인 1957년 11월 4일에 스푸트니크 2호를 발사하였다. 이것은 중량이 500 kg을 넘었고, 안에 라이카라고 하는 개를 싣고 우주로 간 것은 당시로서는 충격적이었다. 다만, 이 시점에서는 코롤료프의 개발 팀에는 이 개를 궤도상에서 지구로 생환시키는 기술은 없었고, 본래 예정인 10일 후보다 훨씬 빠른 수시간 후에 라이카는 사망했다.
계속해서 유인 우주선 보스토크를 개발해, 1961년 4월 12일에 세계 최초의 유인 우주비행을 성공시켰고, 조종사인 유리 가가린은 최초로 우주로 간 인간이 되었다.
계속해서 코롤료프는 유인 달 비행을 목표로 하고 대형 우주선 소유스나 대형 로켓 N-1의 개발을 진행시켰지만, 1966년 암 수술 중에 심장이 정지해 사망했다. 그의 장례는 국장으로 치러졌고, 붉은 광장의 벽에 소련의 역대 요인과 함께 묻혔다.
코롤료프는 그의 미사일 및 우주 개발 관련 업적으로 레닌 훈장도 수여되었지만, 보안상의 문제로 우주 개발 기술자의 신원을 명확히 밝히지 않는다는 소련 당국의 방침에 의해서 그가 죽을 때까지 그의 이름이 서방 세계로 알려지지 않았다. 미국의 베르너 폰 브라운과 함께 1950년대 ~ 1960년대 미소 우주 개발 경쟁의 중심 인물인 양자는 서로 단 한 번도 대면했던 적이 없다. 뿐만 아니라 브라운이 코롤료프의 존재를 안 것은 그의 사후였다.
그가 설계한 R-7 세묘르카은 그 후에도 업그레이드를 거듭해 2017년 현재에도 운용되고 있고, 세계에서 제일 안전한 로켓이며 '로켓계의 폭스바겐' 이라고 불린다.

## 현재

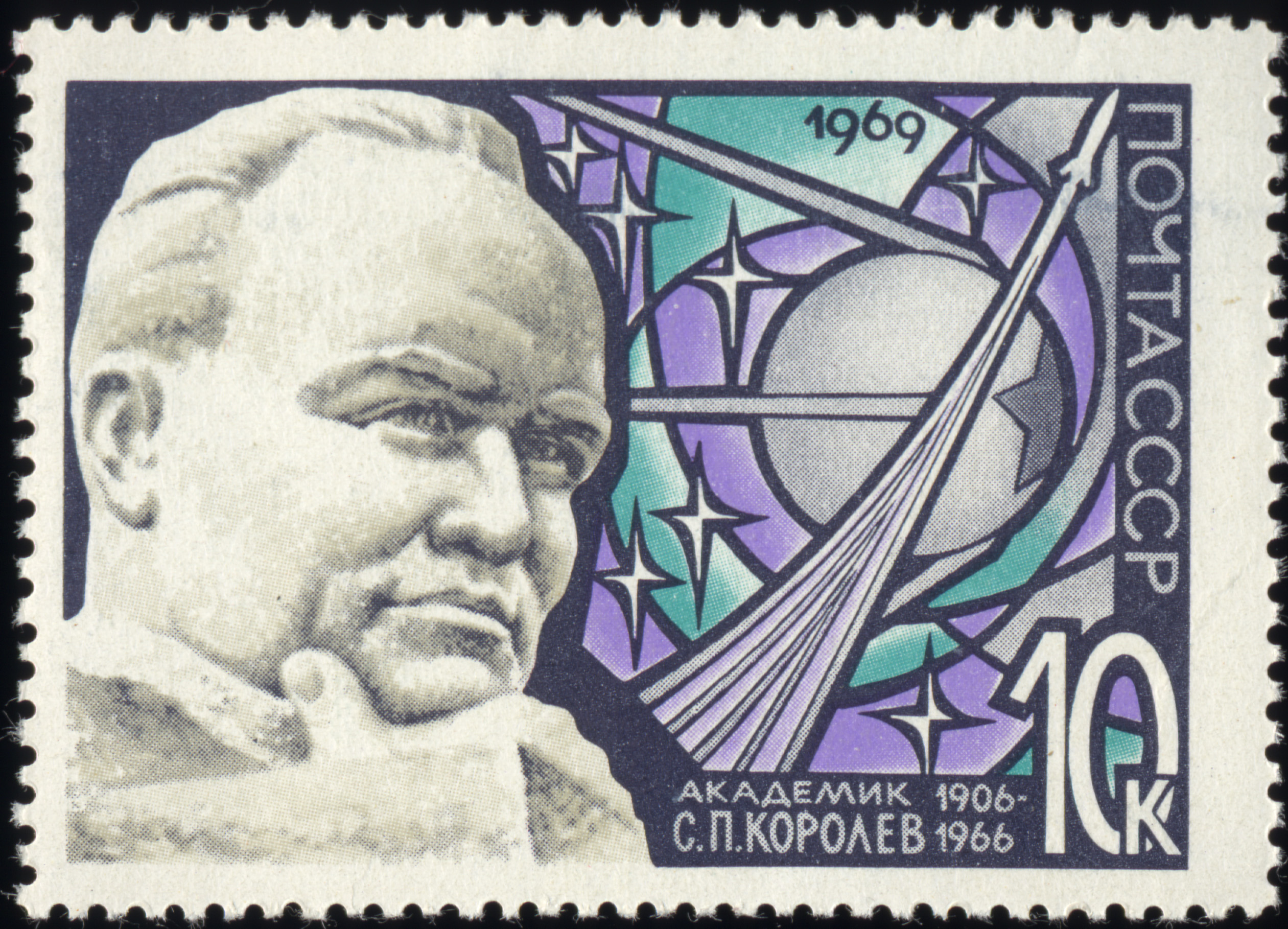
소련이 1969년에 발행한 우표에 그려진 코롤료프

러시아의 주요 로켓·우주 기기 제조 회사 에네르기아가 코롤료프의 명칭을 붙이고 있다.
에네르기아가 있는 모스크바 북동 교외의 거리 칼리닌그라드(발트해에 접하는 항만 도시 칼리닌그라드와는 다른 곳인 것에 주의)가 코롤료프라고 개칭되었다.
사마라의 러시아 국립 항공 우주 대학에 '코롤료프 기념 아카데미'의 이름이 있다.

## 같이 보기
- 베르너 폰 브라운
- 소유스 (우주선)
- N-1
- 스푸트니크 계획